# Kamil Pacholec
Kamil Pacholec (ur. 11 listopada 1998) – polski pianista, finalista XVIII Międzynarodowego Konkursu Pianistycznego im. Fryderyka Chopina (2021).

## Życiorys
Absolwent ZPSM im. Ludomira Różyckiego w Kielcach w klasie mgr Małgorzaty Kowalskiej. Od 2017 studiował w Akademii Muzycznej im. Karola Szymanowskiego w Katowicach w klasie prof. Wojciecha Świtały. Od 2019 był studentem w klasie prof. Ewy Pobłockiej w Akademii Muzycznej w Bydgoszczy. Studia ukończył z wyróżnieniem w 2022. W tym samym roku rozpoczął studia doktoranckie w Frost School of Music w Miami (USA) pod kierunkiem Kevina Kennera.
Koncertował m.in. w Polsce, Francji, Niemczech, Włoszech, Wielkiej Brytanii, USA, Ukrainie i Japonii. Brał udział w wielu prestiżowych festiwalach pianistycznych, m.in. w Dusznikach Zdroju, Nohant, Raleigh, Tokio oraz Warszawie. Występował w Carnegie Hall w Nowym Jorku, Filharmonii Berlińskiej, Filharmonii Narodowej w Warszawie, Salle Cortot w Paryżu, Filharmonii Narodowej Ukrainy w Kijowie.
W 2021 został laureatem Nagrody Miasta Kielce, a także otrzymał Odznakę Honorową Województwa Świętokrzyskiego.

## Wybrane nagrody konkursowe
Źródło: Narodowy Instytut Fryderyka Chopina
- Nagroda Grand Prix i I miejsce na XVII Ogólnopolskim Turnieju Pianistycznym im. Haliny Czerny-Stefańskiej w Żaganiu (2012)
- I miejsce na XVIII Ogólnopolskim Konkurskie Pianistycznym w Koninie (2014)
- I miejsce na V Chopinowskim Turnieju Pianistycznym im. Haliny i Ludwika Stefańskich w Krakowie (2014)
- I miejsce na XIV Międzynarodowym Konkursie Pianistycznym w Görlitz (2015)
- Grand Prix na VIII Konkursie Pianistycznym im. Ireny Rolanowskiej w Krakowie (2015)
- III miejsce na Międzynarodowym Konkursie Pianistycznym im. Cesara Francka w Kraainem/Brukseli (2015)
- Grand Prix i nagroda za najlepsze wykonanie utworu Fryderyka Chopina na XIV Konkursie Pianistycznym im. Haliny Czerny-Stefańskiej i Ludwika Stefańskiego w Płocku (2016)
- zwycięzca i laureat nagród specjalnych za najlepsze wykonanie utworu solowego Fryderyka Chopina oraz najlepsze wykonanie koncertu fortepianowego na 47. Ogólnopolskim Konkursie Pianistycznym im. Fryderyka Chopina w Katowicach (2016)[6]
- zwycięzca Międzynarodowego Konkursu Pianistycznego w Livorno (2018)
- laureat głównej nagrody Piano Academy Eppan „The Arturo Benedetti Michelangeli Prize” (2018, Włochy)
- II nagroda i nagrody specjalne na XI Międzynarodowym Konkursie Pianistycznym im. I.J. Paderewskiego w Bydgoszczy (2019)[7]
- wyróżnienie na XVIII Międzynarodowym Konkursie Pianistycznym im. Fryderyka Chopina w Warszawie (2021)[8]